# For Adolphe Sax
For Adolphe Sax là album đầu tay của nhạc công saxophone free jazz Peter Brötzmann, được phát hành qua hãng đĩa Brö của chính ông vào năm 1967. Nó được tái bản dưới dạng LP bởi FMP năm 1971 và tái bản lần nữa ở dạng CD bởi hãng đĩa Atavistic năm 2002 (ấn bản này có một track đính kèm là "Everything"). Tiêu đề của album là để vinh danh Adolphe Sax, người đã sáng tạo nhiều loại nhạc cụ khác nhau, trong đó có saxophone.

## Danh sách nhạc khúc
1. "For Adolphe Sax"
2. "Sanity"
3. "Morning Glory"
4. "Everything" (trên ấn bản CD)

### Thành phần tham gia
- Peter Brötzmann (tenor và baritone saxophone)
- Peter Kowald (bass)
- Sven-Åke Johansson (trống)
- Fred Van Hove (piano trên "Everything")